# Gerard Gómez del Moral i Fuster
Gerard Gómez del Moral i Fuster (Barcelona, 17 d'octubre de 1989) és un polític català, diputat al Parlament de Catalunya en la XI Legislatura.
També va ser portaveu nacional de les JERC en el període 2011-2016.
És llicenciat de periodisme per la Universitat Autònoma de Barcelona. Ha participat en el CIJAC de Santa Cecília i en diferents plataformes ciutadanes com la Plataforma Aturem la Guerra, la Plataforma en Defensa de l'Ebre, la Coordinadora de Casals Tio Canya o la Coordinadora d'Associacions per la Llengua catalana (CAL). Pertany al sindicat Intersindical-CSC i és soci d'Òmnium Cultural i del Futbol Club Barcelona.
El 2004 es va afiliar a les Joventuts d'Esquerra Republicana de Catalunya (JERC), on s'ocupà de les qüestions comunicatives al casal de Sarrià-Sant Gervasi. Del 2005 al 2007 fou secretari de comunicació de la Federació de Barcelona, i de 2007 al 2011 en va ser el portaveu. Al 23è Congrés Nacional celebrat el 26 i 27 de març de 2011 va ser escollit portaveu nacional de les JERC, responsabilitat que ostentà fins a l'any 2016. Militant d'Esquerra Republicana des de l'any 2007, fou elegit diputat a les eleccions al Parlament de Catalunya de 2015 dins les llistes de Junts pel Sí.